# Salpichroa origanifolia

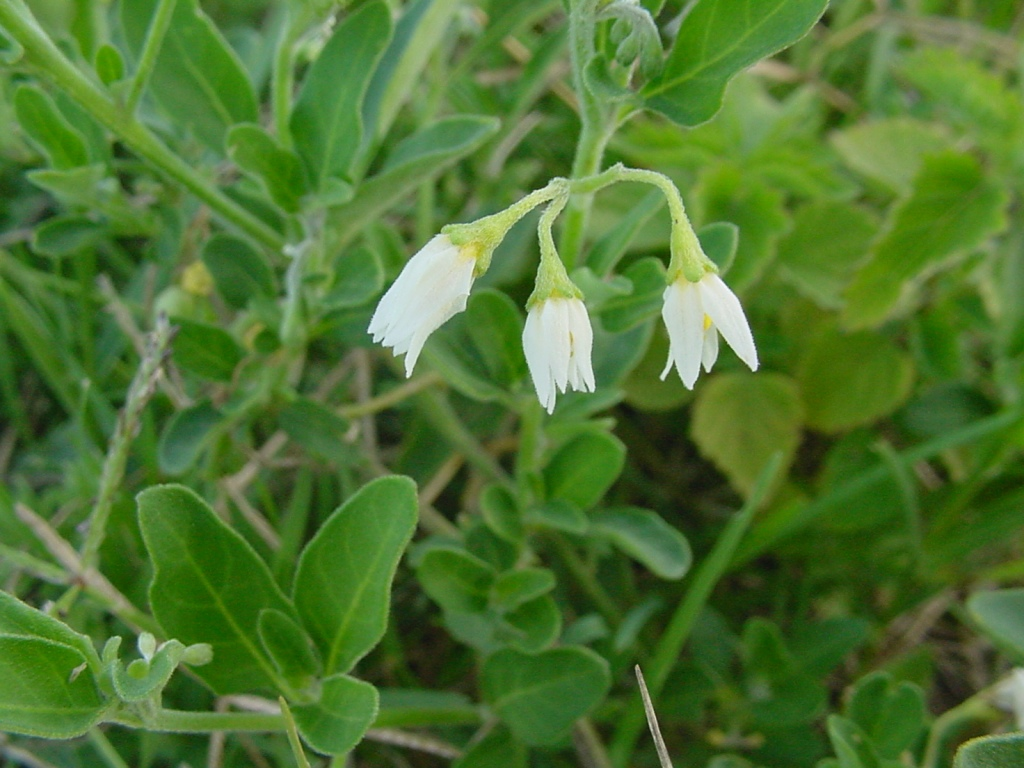
Salpichroa origanifolia em floração.

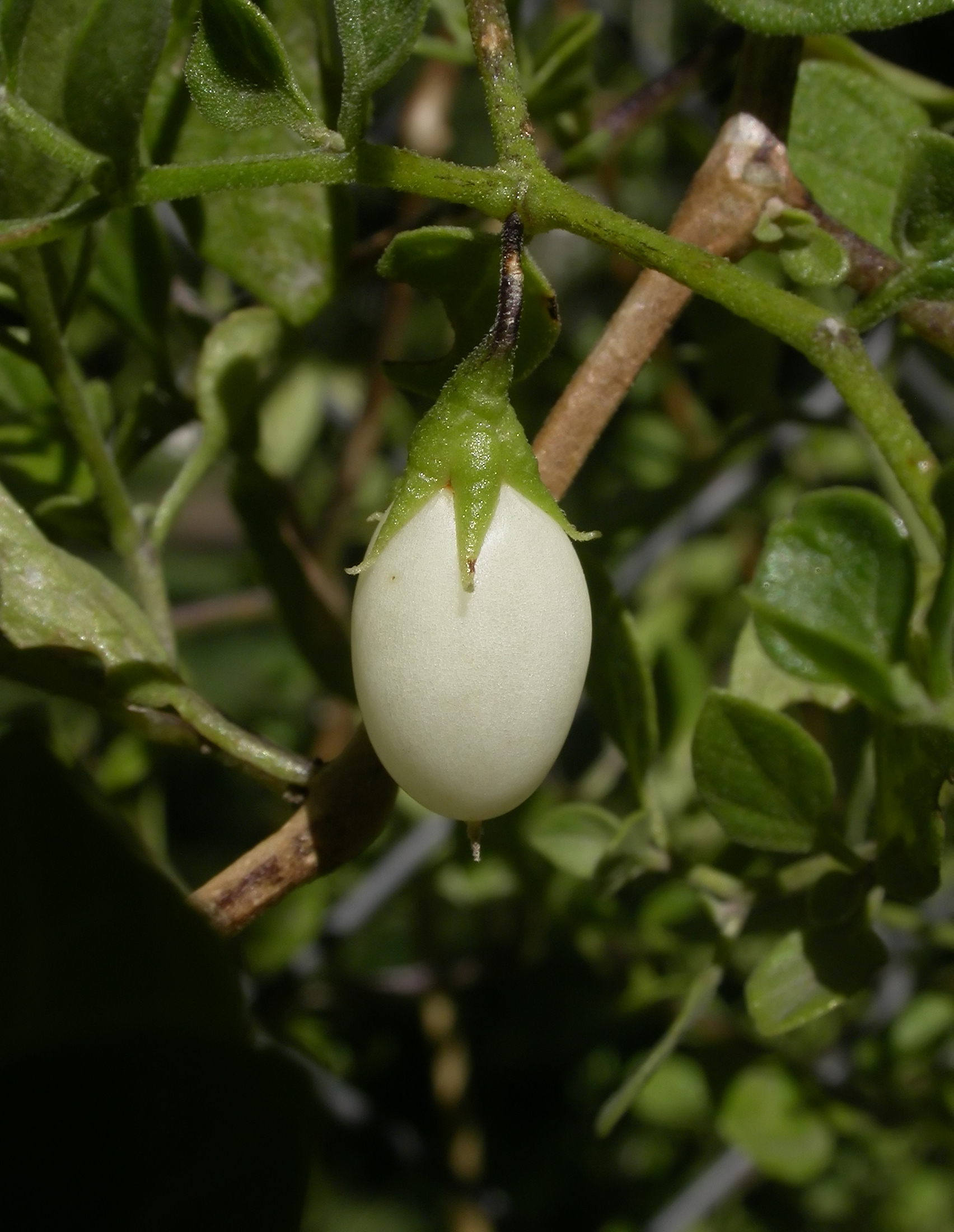
Fruto.

Salpichroa origanifolia (Lam.) Baill. é uma espécie de plantas com flor da família Solanaceae, conhecida pelo nome de orelha-de-ovelha. A espécie tem distribuição natural na América do Sul, mas encontra-se naturalizada em largas regiões da África, Australásia, Europa e América do Norte, sendo por vezes utilizada como planta ornamental. Em algumas regiões assumiu características de espécie invasora sendo proibida a sua venda e distribuição (como é o caso da Tasmânia).

## Descrição
S. origanifolia é uma planta herbácea perene, rizomatosa, com caules finos e flexíveis, muito ramificados, que se apoiam sobre o solo ou sobre outras plantas, dando à espécie um carácter rastejante ou escandente.
As folhas são arredondadas nas margens. As flores são pequenas, campanuladas, brancas, com 1-1,5 cm de comprimento, em pedúnculos inseridos nas axilas das folhas.
O fruto é uma baga ovóide, de 2 cm de comprimento, que fica esbranquiçada na maturação. O fruto apresenta um sabor adocicado que lembra o das uvas, sendo comestível. Floresce  no verão e frutifica no otono.
A espécie é originária do sul do Brasil, nordeste da Argentina, centro de Chile, Uruguai e Paraguai. Apresenta tendência ruderal prosperando em áreas de solo disturbado, em hortas e jardins abandonados e em taludes de estrada ou base de muros. Converte-se em erva daninha com bastante facilidade.
A espécie é considerada uma boa fonte de néctar para uso em apiários.
Salpichroa origanifolia tem como autoridade científica (Lam.) Baill., tendo sido publicada em Histoire des Plantes 9: 288. 1888.
Trata-se de uma espécie presente no oeste e noroeste da Península Ibérica, no Arquipélago dos Açores e no Arquipélago da Madeira, sendo introduzida nas três regiões atrás referidas. Não se encontra protegida por legislação portuguesa ou da União Europeia.